# اچ‌اس‌بی‌سی مکزیک
اچ‌اس‌بی‌سی مکزیک (انگلیسی: HSBC México) شرکت خدمات مالی و بانکداری مکزیکی است، که در سال ۱۹۴۱ تأسیس شد.